# 12 de septiembre
El 12 de septiembre es el 255.º (ducentésimo quincuagésimo quinto) día del año —el 256.º (ducentésimo quincuagésimo sexto) en los años bisiestos— en el calendario gregoriano. Quedan 110 días para finalizar el año.

## Acontecimientos
- siglo V a. C.: en Grecia se libra la batalla de Maratón, donde los griegos derrotaron a los invasores persas. Dos días después habría sucedido la fábula de Filípides (que corrió 42 km desde Maratón a Atenas para morir diciendo «Hemos vencido»).
- 1213: Simón de Montfort derrota a Pedro II de Aragón en la batalla de Muret (Cruzada albigense).
- 1229: Mallorca es conquistada por Jaime I de Aragón, apodado El Conquistador.
- 1297: en la provincia de Zamora se firma el Tratado de Alcañices, por el cual los pueblos de Aracena y Aroche (Huelva), en poder de Portugal, pasan definitivamente a la Corona de Castilla.
- 1502: a las costas de la actual Nicaragua llegan las naves de Cristóbal Colón, bautizando el Cabo Gracias a Dios por haber salido de una tormenta.
- 1504: Cristóbal Colón parte hacia España luego de concluir su cuarto viaje a América.
- 1532: en Angrogna (norte de Italia) se inicia el Sínodo de Chanforan, en el cual los valdenses de Francia e Italia deciden adherirse a la Reforma.[1]
- 1537: Carlos V autoriza que cuando en el Río de la Plata fallezca la primera autoridad real, la gente elija libremente su sucesor.
- 1581: Felipe II es proclamado rey de Portugal.
- 1631: frente a las costas brasileñas de Pernambuco, la escuadra española derrota a la neerlandesa en un combate naval.
- 1683: en la Batalla de Kahlenberg, las tropas cristianas ―mandadas por Juan III Sobieski― vencen a los otomanos de Kara Mustafá.
- 1725: Interpretación de la serenata La Gloria e Imeneo para soprano, mezzosoprano y orquesta, RV 687, de Antonio Vivaldi, en conmemoración de la boda (el 5 de septiembre) de del rey Luis XV con la princesa polaca María Leszczyńska.
- 1827: en Valparaíso (Chile) se funda el periódico El Mercurio, el más antiguo en lengua española.
- 1843: en la provincia de Corrientes (Argentina) se funda la aldea de Paso de los Libres (fronteriza con la localidad brasileña de Uruguayana).
- 1847: cerca de la Ciudad de México, en el marco de la intervención estadounidense en México, comienza la batalla de Chapultepec.
- 1848: Suiza se convierte en un estado federal.
- 1856: en León (Nicaragua), los generales Tomás Martínez Guerrero, líder del Partido Legitimista, y Máximo Jerez Tellería, líder del Partido Democrático, firman el Pacto Providencial para unirse contra el filibustero estadounidense William Walker e iniciar la Guerra Nacional.
- 1856: en Granada (Nicaragua), salen 300 efectivos de las tropas del filibustero estadounidense William Walker, para atacar la hacienda San Jacinto 2 días después, en la batalla homónima en la que serán derrotados por un contingente del Ejército del Septentrión comandado por el coronel José Dolores Estrada Vado.
- 1860: en Trujillo (Honduras) fusilan al aventurero estadounidense William Walker, quien se había apoderado de Nicaragua.
- 1900: El físico alemán Max Planck presenta las bases de la física cuántica al formular que la energía se radia en unidades pequeñas separadas, denominadas cuantos.
- 1901: El ingeniero e inventor italiano Guiglielmo Marconi realiza la primera comunicación radiofónica que cruza el Atlántico, entre Cornualles (Inglaterra) y Terranova (Canadá).
- 1909: Se funda la Iglesia metodista pentecostal de Chile.
- 1910: en Múnich (Alemania) se estrena la Sinfonía n.º 8 de Gustav Mahler, con una orquesta de 171 músicos y un coro de 852 cantantes.
- 1919: Adolf Hitler se afilia al Partido Obrero Alemán.
- 1919: Se firma el documento con el que se funda la Academia Mexicana de la Historia, en la calle de San Ildefonso, en la Ciudad de México. Desde entonces, se conmemora en ese país el Día del Historiador.
- 1922: en Lima (Perú) se funda la Hermandad del Señor del Santuario de Santa Catalina.
- 1928: en los Estados Unidos, la actriz Katharine Hepburn debuta en el teatro.
- 1929: en Paraguay, el Gobierno decreta un estado de sitio a causa del surgimiento de un movimiento comunista.
- 1931: en Honduras Británica, un ciclón causa la muerte de más de 700 personas y centenares de heridos.
- 1933: Leó Szilárd, concibe la idea de la reacción nuclear en cadena.
- 1938: Adolf Hitler reclama los Sudetes.
- 1943: en el Gran Sasso (Italia) un comando alemán de las SS ―al mando del capitán Otto Skorzeny― libera a Mussolini de su prisión.
- 1944: en Londres, Estados Unidos, el Reino Unido y la Unión Soviética firman el Protocolo de Londres, en el que se definen las 3 zonas en las que se acordó dividir Alemania al fin de la Segunda Guerra Mundial.
- 1944: Fiodór Tolbujin y Rodión Malinovski son nombrados Mariscales de la Unión Soviética.
- 1945: en Wolfsburgo (Alemania), se funda el club VfL Wolfsburg.
- 1946: en Pavía (Italia), encuentran el cadáver de Mussolini, robado cuatro meses antes.
- 1949: en Alemania se proclama la República Federal Alemana. Theodor Heuss es elegido presidente y Konrad Adenauer, canciller federal.
- 1950: Miguel Itzigsohn descubre el asteroide Aguilar (1800).
- 1953: en Estados Unidos, John F. Kennedy se casa con Jacqueline Bouvier.
- 1953: en Moscú (Unión Soviética), Nikita Jrushchov asume como secretario general del Partido Comunista de la Unión Soviética.
- 1953: en Colombia, la guerrilla liberal colombiana acepta la amnistía propuesta por el gobierno militar, tras cuatro años de lucha.
- 1958: en Estados Unidos, el ingeniero Jack S. Kilby, de Texas Instruments, presenta el primer chip.
- 1958: en el Área U3q del Sitio de pruebas atómicas de Nevada (a unos 100 km al noroeste de la ciudad de Las Vegas), a las 12:00 (hora local), Estados Unidos detona a 150 m bajo tierra su bomba atómica Otero, de 0,038 kilotones. Es la bomba n.º 160 de las 1127 que Estados Unidos detonó entre 1945 y 1992.
- 1959: la Unión Soviética lanza la Luna 2, segunda nave espacial del programa Luna y primera sonda en llegar a la superficie lunar.
- 1959: en Estados Unidos, se emite por primera vez la serie de western Bonanza.
- 1961: en el barrio Salvadora de la villa de Santo Domingo (en la antigua provincia cubana de Las Villas), la banda de Thondike (Margarito Lanza Flores) ―en el marco de los ataques terroristas organizados por la CIA estadounidense― asesina al miliciano Tomás Hormiga García.[2]
- 1966: en el Área U5i del Sitio de pruebas atómicas de Nevada, a las 7:30 (hora local), Estados Unidos detona a 255 m bajo tierra su bomba atómica n.º 477, Derringer, de 7.8 kilotones.
- 1968: Albania abandona el Pacto de Varsovia.
- 1968: a 332 m bajo tierra, en el Área U3fb del Sitio de pruebas atómicas de Nevada (a unos 100 km al noroeste de la ciudad de Las Vegas), a las 6:00 (hora local), Estados Unidos detona su bomba atómica Knife-A, de 29 kilotones. Es la bomba n.º 576 de las 1132 que Estados Unidos detonó entre 1945 y 1992.
- 1972: en Catamarca (Argentina) se funda la Universidad Nacional de Catamarca (UNCa).
- 1973: se presenta por primera vez el grupo Tlen-Huicani integrado por Alberto de la Rosa, Gerónimo Reyes, Cesáreo Arenal, Alfonso Lagunes y Abdías Ramírez.[3]
- 1973: en Santiago de Chile, el diario La Segunda anuncia que el cantante Víctor Jara ha fallecido de manera no violenta, y que su sepelio ha sido de carácter privado. En realidad, Jara estaba siendo torturado y sería asesinado cuatro días después.[4]
- 1975: Pink Floyd estrena su nuevo disco "Wish You Were Here"
- 1976: en la calle Junín esquina Rawson, en la ciudad de Rosario (Argentina), un grupo de guerrilleros pertenecientes a la organización Montoneros detona una bomba ubicada dentro de un automóvil Citroën, tomando como objetivo a un colectivo en el que viajaban en su mayoría policías. En la explosión mueren 9 policías y 2 civiles.[5]
- 1977: en Pretoria (Sudáfrica), el activista negro antiapartheid Steve Biko (30) muere tras ser innecesariamente trasladado esposado y desnudo desde Puerto Elizabeth (1100 km). Se encontraba en coma por una hemorragia cerebral tras ser torturado (y posiblemente golpeado con un palo en la cabeza).
- 1980: golpe militar en Turquía.
- 1986: en el norte de Vietnam mueren 400 personas y resultan heridas más de 2600 a causa del ciclón Wayne.
- 1988: en la ciudad peruana de Pucallpa (departamento de Ucayali), la banda terrorista Sendero Luminoso asesina a ocho “cabros, prostis y fumones” frente a un grupo de periodistas, con el objetivo de intimidar a la población.[6]
- 1989: en Polonia, el Parlamento otorga su confianza al gabinete propuesto por Tadeusz Mazowiecki, primer gobierno no comunista desde la Segunda Guerra Mundial.
- 1989: la banda estadounidense Aerosmith, lanza al mercado su décimo álbum de estudio Pump.
- 1992: Estados Unidos lanza al espacio el transbordador Endeavour, en misión conjunta de la NASA con Japón e Israel para realizar experimentos con seres vivos.
- 1992: en Lima (Perú) se informa la captura de Abimael Guzmán, fundador y líder de la banda terrorista Sendero Luminoso.
- 1995: el cantante puertorriqueño Ricky Martin lanza al mercado su tercer álbum de estudio, A medio vivir.
- 1998: en Irlanda, el Ejército británico abandona Belfast y regresa a sus acuartelamientos, tras 29 años de patrullas.
- 1998: en Estella se firma el Pacto de Estella.
- 2000: es publicado el álbum Mi Reflejo de Christina Aguilera.
- 2005: Hong Kong abre el parque temático Hong Kong Disneyland.
- 2006: deja de utilizarse oficialmente el cliente eDonkey para intercambio de archivos (P2P).
- 2008: Metallica estrena su nuevo disco Death magnetic.
- 2009: en la ciudad de Tucacas (Venezuela), un terremoto de 6,4 grados deja daños materiales y 16 heridos.
- 2010: en Copiapó, Chile se inicia el plan de rescate a 33 mineros en la mina San José.
- 2011: en São Paulo Brasil, Leila Lopes de 24 años es coronada Miss Universo 2011, por la mexicana Ximena Navarrete, siendo la primera vez que una angoleña gana la corona y la cuarta en que África la obtiene.
- 2012: en Palana (Península de Kamchatka, Rusia), tiene lugar el accidente del vuelo 251 de Petropavlovsk-Kamchatsky Air Enterprise.
- 2015: en Málaga (España), es coronada canónicamente la virgen del Rocío.[7]

## Nacimientos
- 1492: Lorenzo II de Médici, señor de Florencia y duque de Urbino (f. 1519).

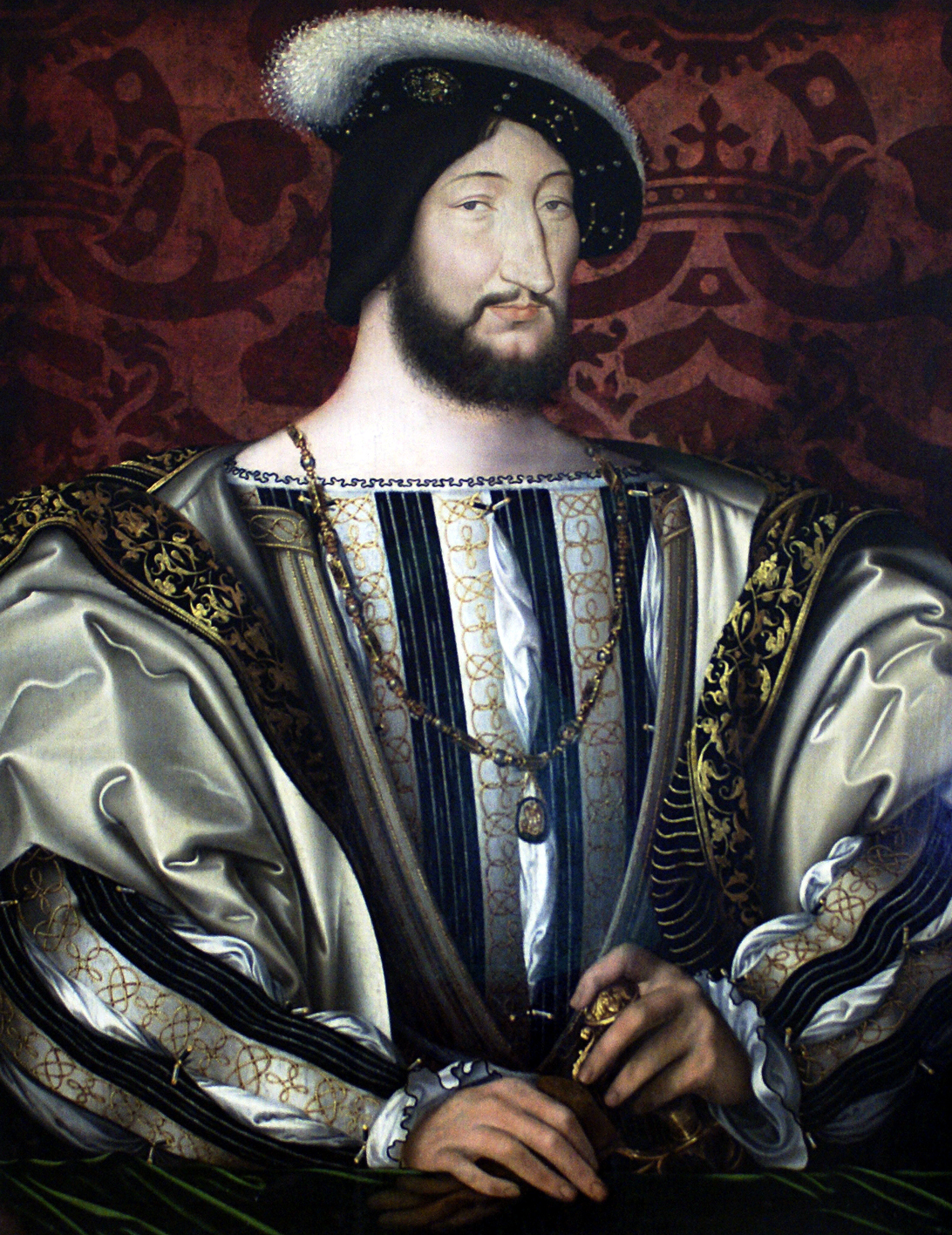
Francisco I de Francia.

- 1494: Francisco I, rey francés entre 1515 y 1547 (f. 1547).
- 1569: Eduardo de Braganza, aristócrata portugués (f. 1627).
- 1590: María de Zayas, escritora española (f. 1647).
- 1611: Carlos Eusebio de Liechtenstein, príncipe de Liechtenstein (f. 1684).
- 1725: Guillaume Le Gentil, astrónomo francés (f. 1792).
- 1735: José Cuero y Caicedo, religioso franciscano colombiano (f. 1815).
- 1777: Henri Marie Ducrotay de Blainville, zoólogo y anatomista francés (f. 1850).
- 1800: Pierre-Charles Fournier de Saint-Amant, ajedrecista francés (f. 1872).
- 1810: Ernest Courtot de Cissey, general y primer ministro francés (f. 1882).
- 1815: Louis René Tulasne, botánico francés (f. 1885).

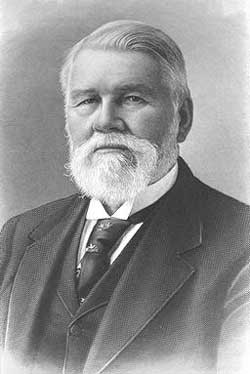
Richard J. Gatling.

- 1818: Richard J. Gatling, inventor estadounidense de la ametralladora (f. 1903).
- 1818: Theodor Kullak, pianista y compositor alemán (f. 1884).
- 1831: Macedonio Alcalá, compositor mexicano (f. 1869).
- 1837: Luis IV de Hesse-Darmstadt (f. 1892).
- 1840: Ramón Martínez Vigil, obispo español (f. 1904).
- 1851: Arthur Schuster, físico germano-británico (f. 1934).
- 1852: Herbert Henry Asquith, primer ministro británico (f. 1928).
- 1857: Manuel Espinosa Batista, político colombiano (f. 1919).
- 1866: Freeman Freeman-Thomas, político británico (f. 1941).
- 1867: Carlos E. Restrepo, presidente colombiano (f. 1937).
- 1878: Cristóbal Colón y Aguilera, aristócrata español (f. 1936).
- 1880: H. L. Mencken, escritor y periodista estadounidense (f. 1956).
- 1881: Hendrik Prins, violinista neerlandés-alemán, víctima del Holocausto (f. 1943)
- 1884: Fernando Espinosa de los Monteros y Bermejillo, político y diplomático español (f. 1937).
- 1885: Heinrich Hoffmann, fotógrafo alemán personal de Hitler (f. 1957).
- 1888: Maurice Chevalier, cantante y actor francés (f. 1972).

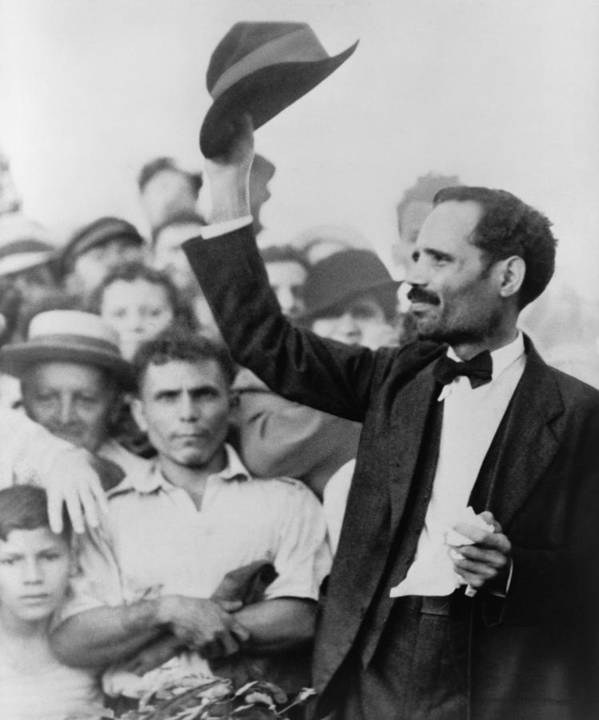
Pedro Albizu Campos.

- 1891: Pedro Albizu Campos, líder revolucionario puertorriqueño (f. 1965).
- 1894: Billy Gilbert, actor y humorista estadounidense (f. 1971).
- 1897: Irène Joliot-Curie, química francesa, premio Nobel de Química en 1935 (f. 1956).
- 1897: Herminia Brumana, pedagoga y anarquista argentina (f. 1954).
- 1898: Salvador Bacarisse, compositor español (f. 1963).
- 1900: Haskell Curry, matemático estadounidense (f. 1982).
- 1901: Ramón Serrano Súñer, abogado y político español (f. 2003).
- 1902: Juscelino Kubitschek, presidente brasileño (f. 1976).
- 1909: Lawrence Brooks, veterano de guerra estadounidense (f. 2022).
- 1913: Jesse Owens, atleta estadounidense (f. 1980).
- 1914: Desmond Llewelyn, actor galés (f. 1999).
- 1916: Jesús Romeo Gorría, político y empresario español (f. 2001).
- 1916: Tony Bettenhausen, piloto estadounidense de automovilismo (f. 1961).
- 1917: Han Suyin, escritora, traductora y médica anglo-china (f. 2012).
- 1919: Iván Sidorenko, francotirador soviético (f. 1994)
- 1921: Stanisław Lem, escritor polaco de ciencia ficción (f. 2006).
- 1922: Antonio Cafiero, político argentino (f. 2014).
- 1925: Yiye Ávila, evangelista puertorriqueño (f. 2013).
- 1926: Riccardo Pazzaglia, escritor italiano (f. 2006).
- 1926: Germán Sánchez Ruipérez, empresario editor y mecenas español. (f. 2012).
- 1927: Mathé Altéry, soprano francesa.
- 1928: Aníbal Nazoa, poeta y humorista venezolano (f. 2001).
- 1928: Ernie Vandeweghe, jugador de baloncesto y físico canadiense.
- 1930: Akira Suzuki, químico japonés.

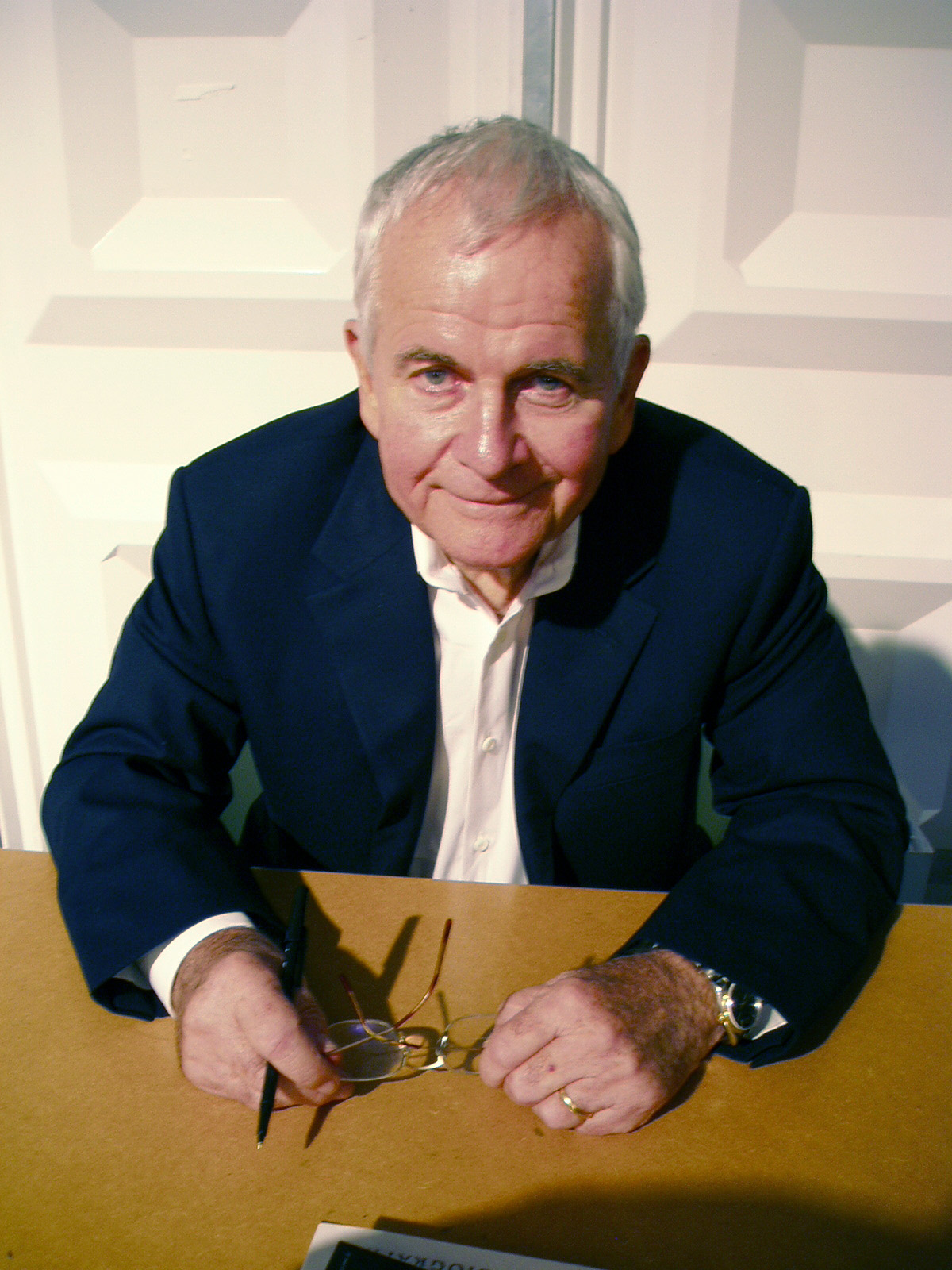
Ian Holm.

- 1931: Ian Holm, actor británico (f. 2020).
- 1931: Adrian Rogers, predicador estadounidense (f. 2005).
- 1931: George Jones, cantautor estadounidense.
- 1932: Bernard Delcampe, futbolista francés (f. 2013).
- 1933: Eduardo Orrego Villacorta, arquitecto y político peruano (f. 1994).
- 1934: Jaegwon Kim, filósofo surcoreano.
- 1934: Ana Bertha Lepe, actriz mexicana (f. 2013).
- 1935: Andrés Bianchi, abogado y economista chileno.
- 1935: Rafael Anson, empresario, periodista, psicólogo y político español.
- 1936: Rodolfo Ortega Peña, intelectual y político argentino (f. 1974).
- 1937: George Chuvalo, boxeador canadiense.
- 1938: Tatiana Troyanos, soprano estadounidense (f. 1993).
- 1940: Linda Gray, actriz estadounidense.
- 1940: Joachim Frank, biofísico alemán.
- 1942: Tomás Marco, compositor español.
- 1943: Michael Ondaatje, escritor de Sri Lanka.
- 1944: Leonard Peltier, activista estadounidense.
- 1944: Vladimir Spivakov, violinista y director de orquesta ruso.

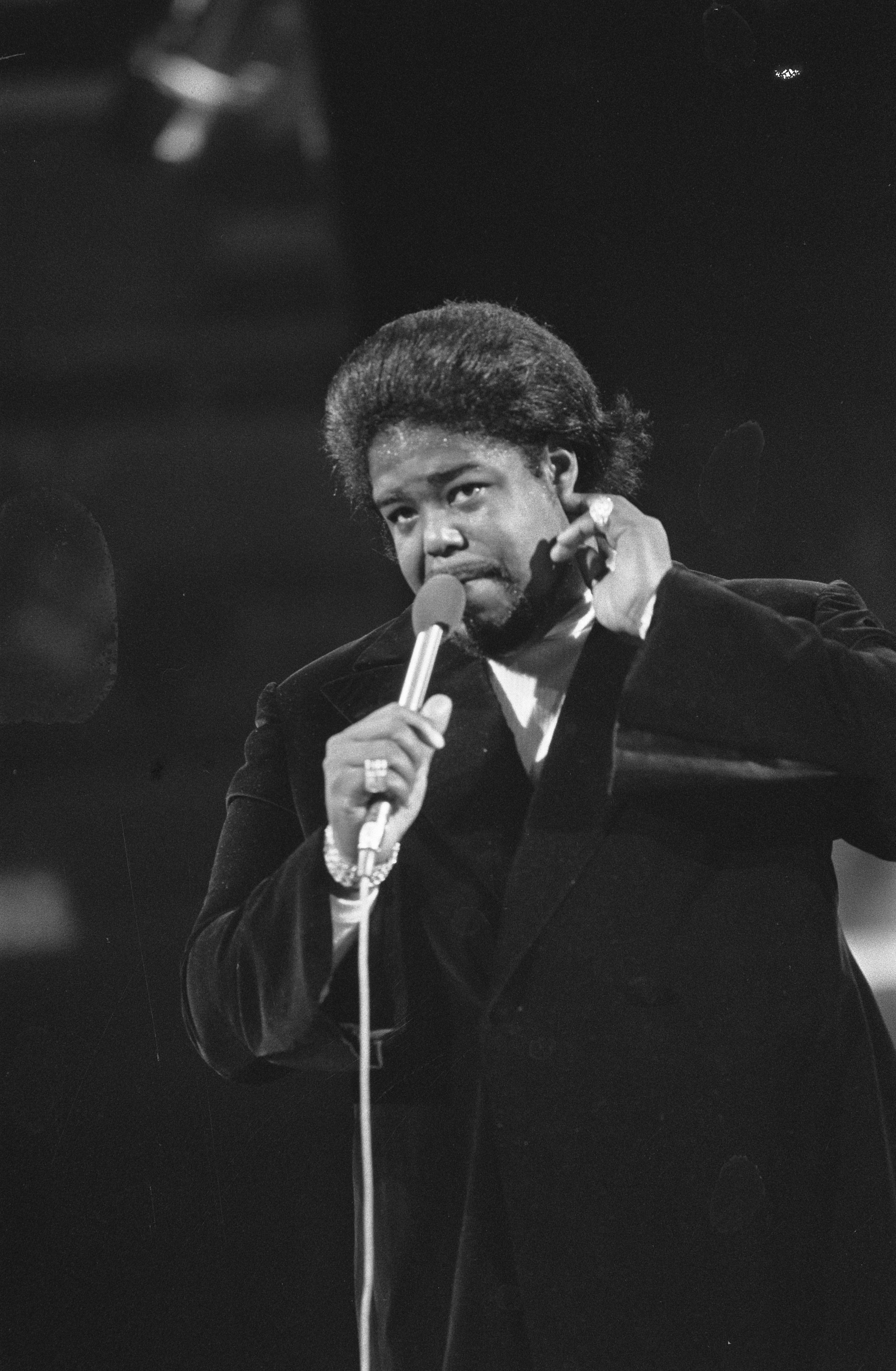
Barry White.

- 1944: Barry White, cantante estadounidense (f. 2003).
- 1945: Milo Manara, autor de historietas y dibujante italiano.
- 1945: José Susi López, director de orquesta y compositor español.
- 1945: Richard Thaler, economista estadounidense.
- 1945: John Mauceri, director de orquesta, educador y escritor estadounidense.
- 1948: Luis Lima, tenor argentino.
- 1948: Jean-Louis Schlesser, piloto de automovilismo francés.
- 1949: Charles Burlingame, aviador estadounidense (f. 2001).
- 1951: Bertie Ahern, político irlandés.
- 1951: Joe Pantoliano, actor estadounidense.
- 1951: Pedro Agramunt, político español.
- 1951: Gerald Stano, asesino en serie estadounidense (f. 1998).
- 1952: Gerry Beckley, músico estadounidense, de la banda America.

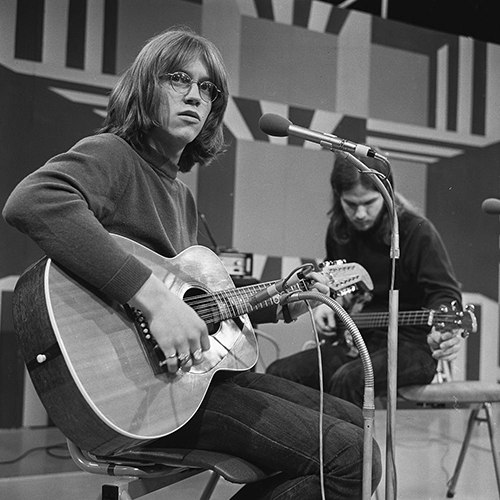
Gerry Beckley.

- 1952: Neil Peart, baterista y autor canadiense-estadounidense, de la banda Rush (f. 2020).
- 1953: Nan Goldin, fotógrafa estadounidense.
- 1954: Nubia Martí, actriz mexicana.
- 1956: Leslie Cheung, actor y cantante chino.
- 1956: Sam Brownback, político estadounidense.
- 1957: Michael Hegstrand, luchador de la WWF (f. 2003).

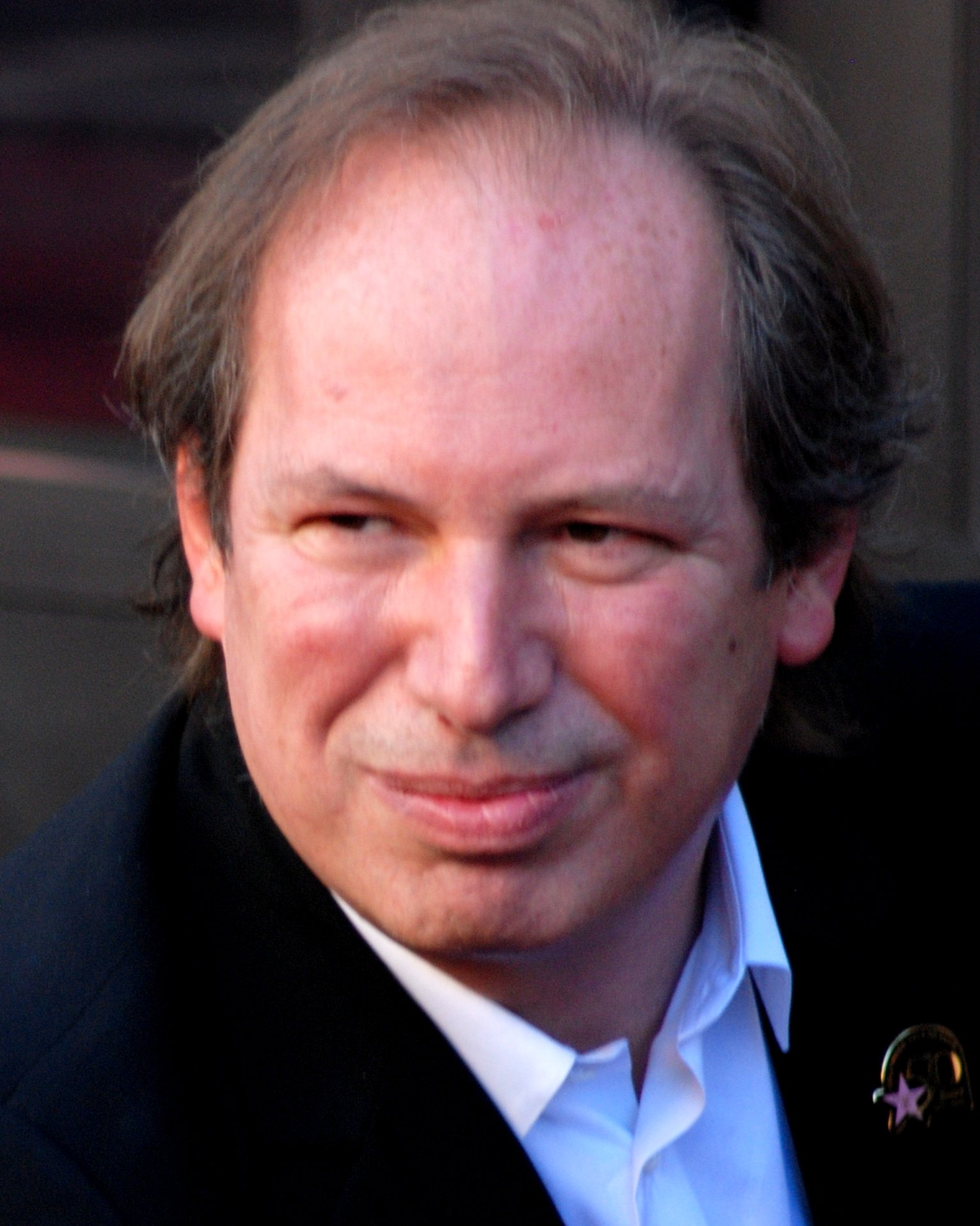
Hans Zimmer.

- 1957: Hans Zimmer, compositor alemán.
- 1957: Keiko Toda, actriz y seiyū japonesa.
- 1958: Wilfred Benítez, boxeador puertorriqueño.
- 1958: Hikaru Hanada, actor y seiyū japonés.
- 1959: Scott Brown, político estadounidense.
- 1959: Sigmar Gabriel, político alemán.
- 1960: Barham Salih, político iraquí, presidente de Irak desde 2018.
- 1960: Jorge Lanata, periodista argentino (f. 2024).
- 1960: María Pallier, gestora cultural austriaca.
- 1961: Kazem Al Sahir, cantautor y poeta iraquí.
- 1961: Mylène Farmer, compositora francesa.
- 1962: Dino Merlin, músico bosnio.
- 1962: Amy Yasbeck, actriz estadounidense.
- 1965: Vernon Maxwell, jugador de baloncesto estadounidense.
- 1965: Serguéi Mélikov, político y militar ruso, actual presidente de la República de Daguestán.
- 1966: Ben Folds, cantautor y pianista estadounidense.
- 1967: Beto Cuevas, cantante y compositor chileno.
- 1967: Louis C.K., cómico estadounidense.
- 1968: Larry LaLonde, guitarrista estadounidense, de la banda Primus.

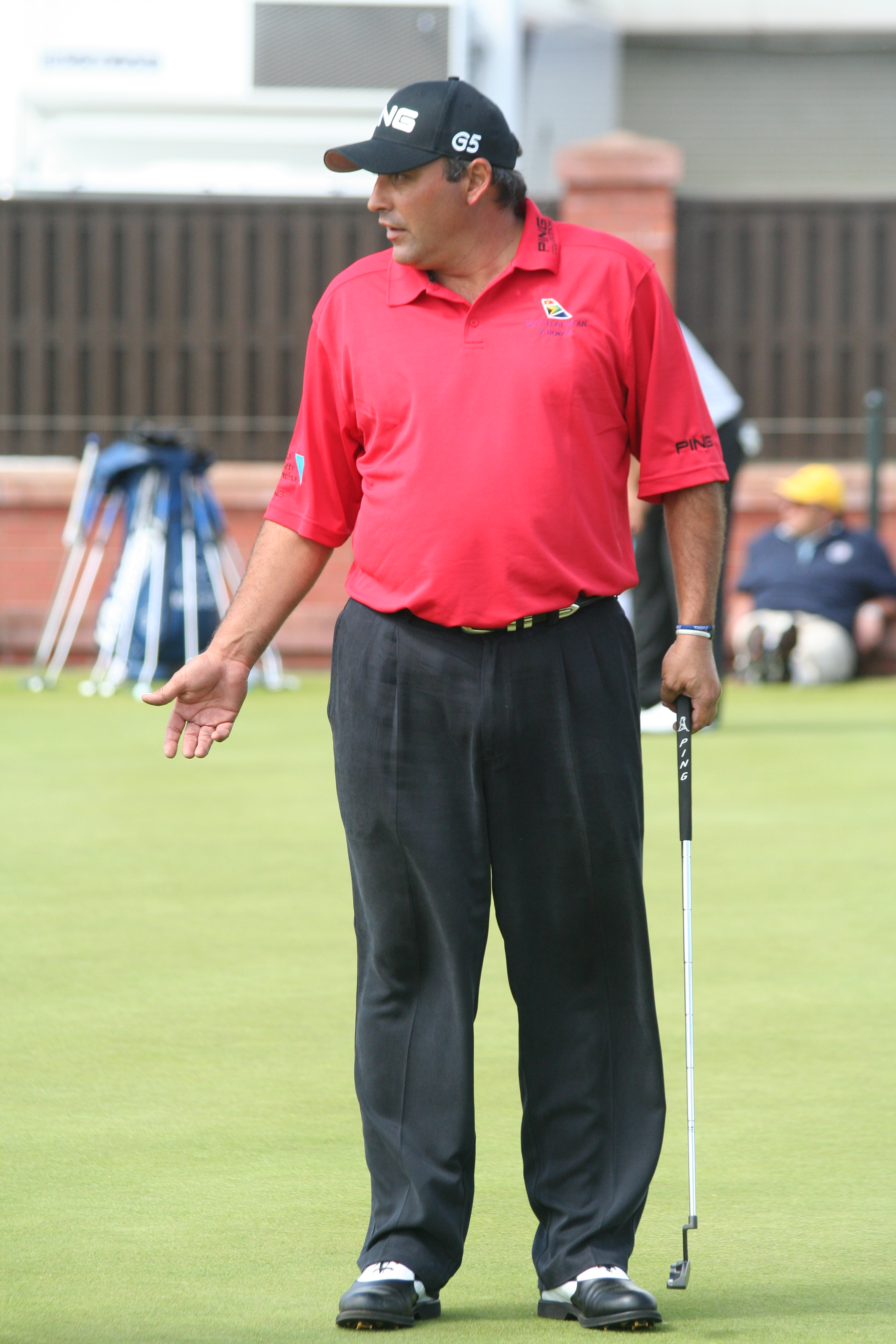
Ángel Cabrera.

- 1969: Ángel Cabrera, golfista argentino.
- 1969: James Frey, escritor estadounidense.
- 1970: Andrés Marocco, es un periodista y comentarista deportivo colombiano.
- 1970: Josh Hopkins, actor estadounidense.
- 1971: Younes El Aynaoui, tenista marroquí.
- 1973: Paul Walker, actor estadounidense (f. 2013).
- 1974: Eduardo Coudet, futbolista argentino.
- 1974: Jennifer Nettles, cantante de música country estadounidense, de la banda Sugarland.
- 1974: Nuno Valente, futbolista portugués.
- 1974: Ken'ichi Suzumura, actor de voz y cantante japonés.
- 1975: Luis Castillo, beisbolista dominicano.
- 1975: Carina Zampini. actriz argentina.
- 1976: Bizzy Bone, rapero estadounidense.
- 1976: 2 Chainz, rapero estadounidense.
- 1976: Lauren Stamile, actriz estadounidense.
- 1976: Maciej Żurawski, futbolista polaco.
- 1977: James McCartney, cantante británico.
- 1977: Idan Raichel, cantante y tecladista israelí.
- 1977: Paola Bontempi: actriz y presentadora de televisión española-chilena.
- 1978: Benjamin McKenzie, actor estadounidense.

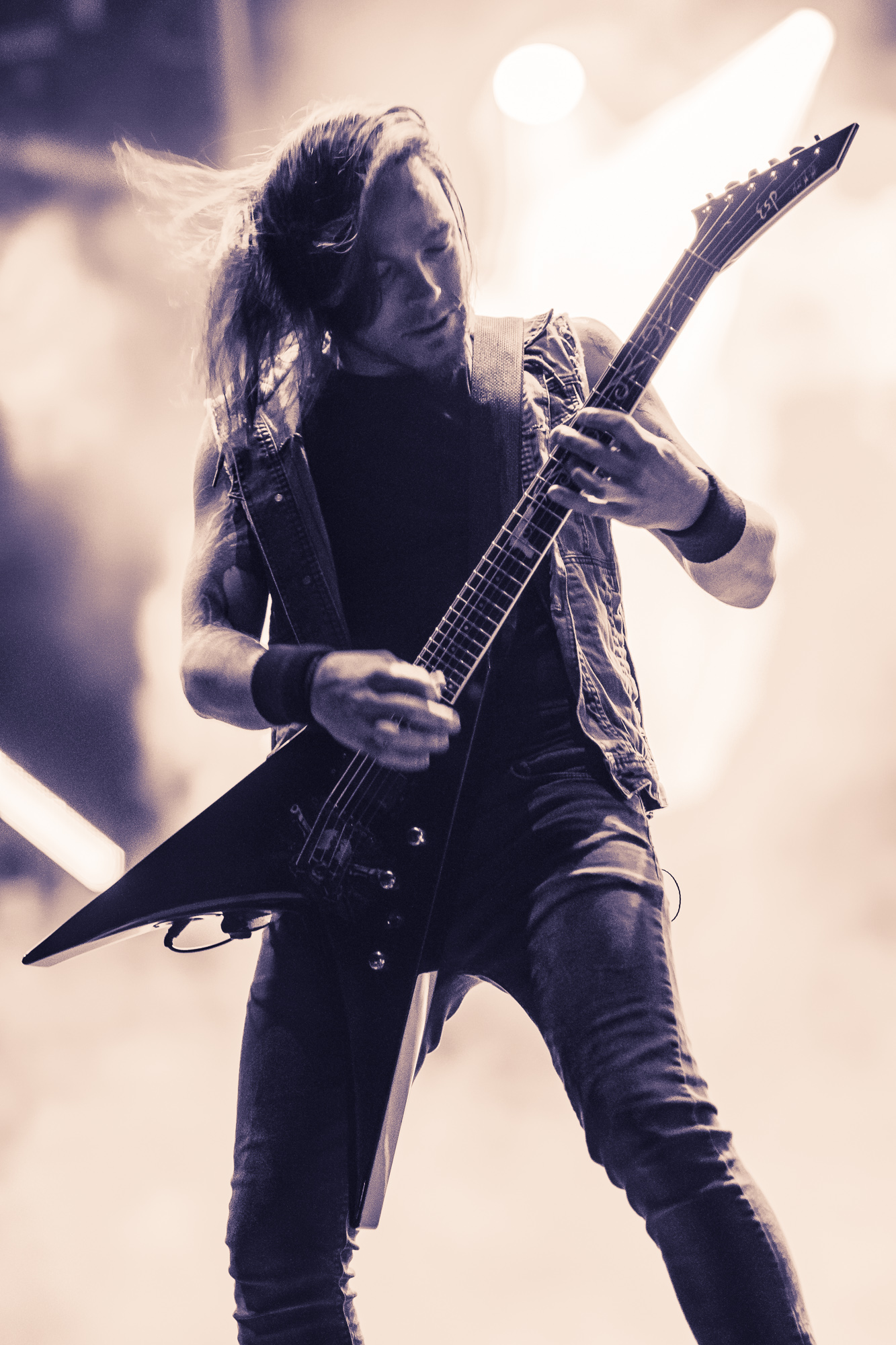
Michael Paget.

- 1978: Michael Paget, guitarrista galés.
- 1978: Ramón Pereira, futbolista español.
- 1979: Denisse Van Lamoen, arquera chilena.
- 1979: Jonathan Joubert, futbolista luxemburgués.
- 1980: Gus G, guitarrista griego, de las bandas Firewind, Dream Evil y Mystic Prophecy.
- 1980: Maicer Izturis, beisbolista venezolano.

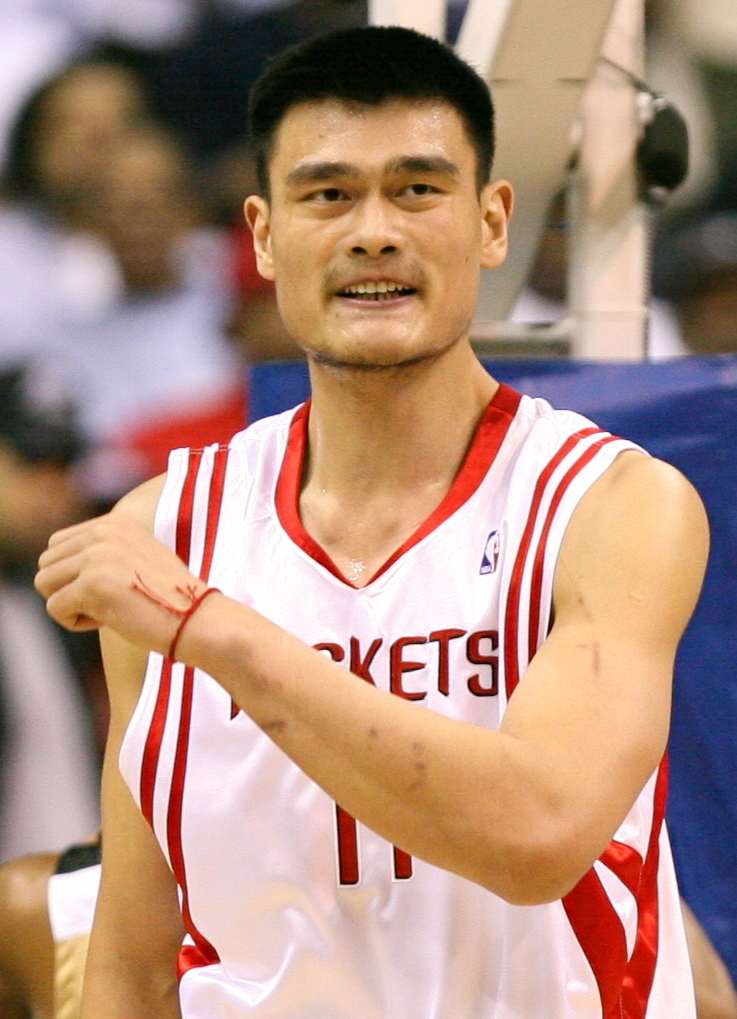
Yao Ming.

- 1980: Yao Ming, baloncestista chino.
- 1981: Jennifer Hudson, actriz y cantante estadounidense.
- 1982: Amiel Tena Hernández, cantante mexicana, de la banda Jeans.
- 1982: Zoran Planinić, baloncestista croata.
- 1983: Sergio Parisse, rugbista argentino.
- 1983: Carly Smithson, cantante y actriz irlandesa, de la banda We Are the Fallen.
- 1984: Nashat Akram, futbolista iraquí.
- 1984: September, cantante sueca.
- 1984: Junior dos Santos, luchador brasileño de artes marciales mixtas.
- 1985: Juan Pablo Adame Alemán, internacionalista y político mexicano (f. 2023).
- 1985: Jonatan Cerrada, actor y cantante belga.
- 1986: Sergio Mendoza, locutor y productor de multimedia colombiano.
- 1986: Emmy Rossum, actriz estadounidense.
- 1986: Yang Mi, actriz y cantante china.
- 1987: Yaroslava Shvédova, tenista rusa.
- 1987: Hamid Ismail, futbolista catarí.
- 1988: Amanda Jenssen, cantante sueca.
- 1989: Álvaro Cervantes, actor español.
- 1989: Freddie Freeman, beisbolista estadounidense.
- 1991: Thomas Meunier, futbolista belga.
- 1991: María Riot, trabajadora sexual argentina.
- 1992: Connor Franta, personalidad de internet estadounidense.
- 1992: Mahmood, cantante italiano.
- 1993: Kelsea Ballerini, cantante y compositora estadounidense.
- 1993: Jakob Busk, futbolista danés.
- 1993: Nikos Marinakis, futbolista griego.
- 1994: RM, rapero surcoreano, líder del grupo BTS.
- 1994: Álvaro Vadillo, futbolista español.
- 1994: Gideon Jung, futbolista alemán.
- 1994: Sumeet Passi, futbolista indio.
- 1994: José Guerra, futbolista panameño.
- 1995: Ryan Potter, actor estadounidense.
- 1995: Belén Aguilera, pianista y cantante española.
- 1995: Raphael Dwamena, futbolista ghanés (f. 2023)
- 1995: Dario van den Buijs, futbolista belga.
- 1995: Shūhei Tokumoto, futbolista japonés.
- 1995: Gonzalo Carneiro, futbolista uruguayo.
- 1995: Benjamin Thomas, ciclista francés.
- 1995: Vasilije Pušica, baloncestista serbio.
- 1995: Steven Gardiner, atleta bahameño.
- 1995: McKenzie Browne, patinadora de velocidad estadounidense.
- 1996: Lee Chan-hyuk, cantante surcoreano.
- 1997:  Sydney Sweeney, actriz estadounidense.
- 1997: Shunsuke Takeuchi, actor de voz japonés.
- 2001: Georgios Vagiannidis, futbolista griego.
- 2002: Siar, cofundador de AmiguitosCraft y administrador del servidor de Mister Carlos
- 2002: Joo Yeon, cantante surcoreano.
- 2006: Maximilian Maeder, deportista singapurés.
- 2006: Zackary Arthur, actor estadounidense.

## Fallecimientos
- 1185: Andrónico I Comneno, emperador bizantino (n. 1118).

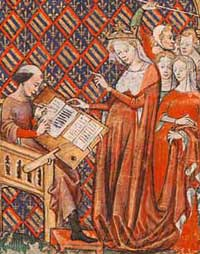
Juana de Borgoña.

- 1348: Juana de Borgoña, reina francesa (n. 1293).
- 1362: Inocencio VI, papa italiano (n. 1295).
- 1369: Blanca de Lancaster, aristócrata inglesa (n. 1345).
- 1500: Alberto III de Sajonia-Meissen, aristócrata sajón (n. 1443).
- 1612: Basilio IV de Rusia, rey ruso (n. 1552).
- 1642: Henri Coiffier de Ruzé, conspirador francés (n. 1620).
- 1647: Miguel Pellicer, receptor de un milagro español (n. 1617).
- 1660: Jacob Cats, político y poeta neerlandés (n. 1577).
- 1665: Jean Bolland, sacerdote jesuita belga (n. 1596).

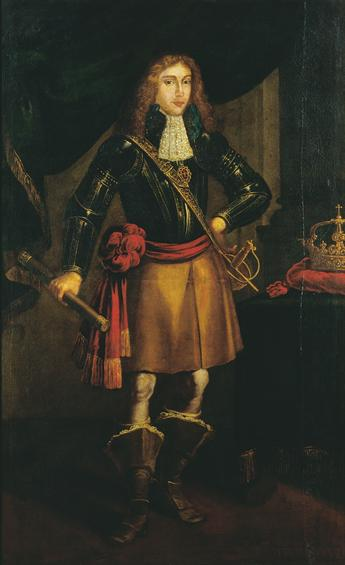
Alfonso VI de Portugal.

- 1683: Alfonso VI, rey portugués (n. 1643).
- 1691: Juan Jorge III, aristócrata sajón (n. 1647).
- 1718: Luisa de Maisonblanche, hija ilegítima del rey Luis XIV de Francia (n. 1676).
- 1748: Anne Bracegirdle, actriz británica (n. 1671).
- 1764: Jean-Philippe Rameau, compositor francés (n. 1683).
- 1819: Gebhard Leberecht von Blücher, general prusiano (n. 1742).
- 1836: Christian Dietrich Grabbe, dramaturgo alemán (n. 1801).
- 1860: William Walker, filibustero estadounidense (n. 1824).
- 1869: Peter Mark Roget, físico y teólogo británico (n. 1779).
- 1870: Fitz Hugh Ludlow, escritor estadounidense (n. 1836).

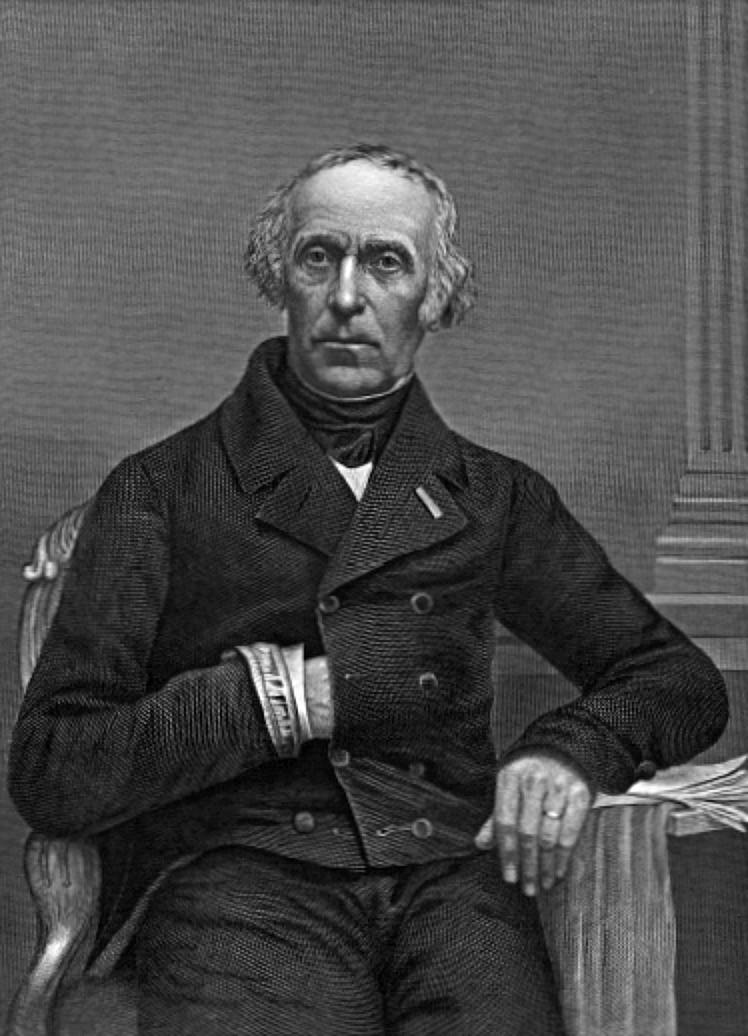
François Guizot.

- 1874: François Guizot, político francés, 22.º primer ministro (n. 1787).
- 1916: Bernhard Moritz Carl Ludwig Riedel, médico alemán (n. 1846).
- 1919: Leonid Andréyev, escritor ruso (n. 1871).
- 1923: Jules Violle, físico francés (n. 1841).
- 1929: Rainis, escritor letón (n. 1865).
- 1938: Arturo de Connaught, aristócrata británico (n. 1883).
- 1941: Hans Spemann, embriólogo alemán, premio Nobel de Medicina en 1935 (n. 1869).
- 1941: Yekaterina Zelenko, piloto militar soviética (n. 1916).
- 1953: Hugo Schmeisser, ingeniero de armamento alemán (n. 1884).
- 1953: Lewis Stone, actor estadounidense (n. 1879).
- 1955: Salustiano Mas Cleries, médico militar español (n. 1892).
- 1956: Hans Carossa, poeta alemán (n. 1878).
- 1956: Noël Leslie, aristócrata francesa (n. 1878).
- 1957: José Lins do Rego, escritor y periodista brasileño (n. 1901).
- 1960: Ana María Cassán (Anne-Marie Paillard), actriz y modelo francesa con carrera en Argentina; suicidio (n. 1936).
- 1967: Vladimir Bartol, escritor ítaloesloveno (n. 1903).
- 1972: William Boyd, actor estadounidense (n. 1895).
- 1974: Yekaterina Riábova, piloto militar soviética, Heroína de la Unión Soviética (n. 1921).
- 1977: Steve Biko, activista sudafricano (n. 1946).
- 1977: Robert Lowell, poeta estadounidense (n. 1917).
- 1980: Lillian Randolph, actriz y cantante estadounidense (n. 1898).

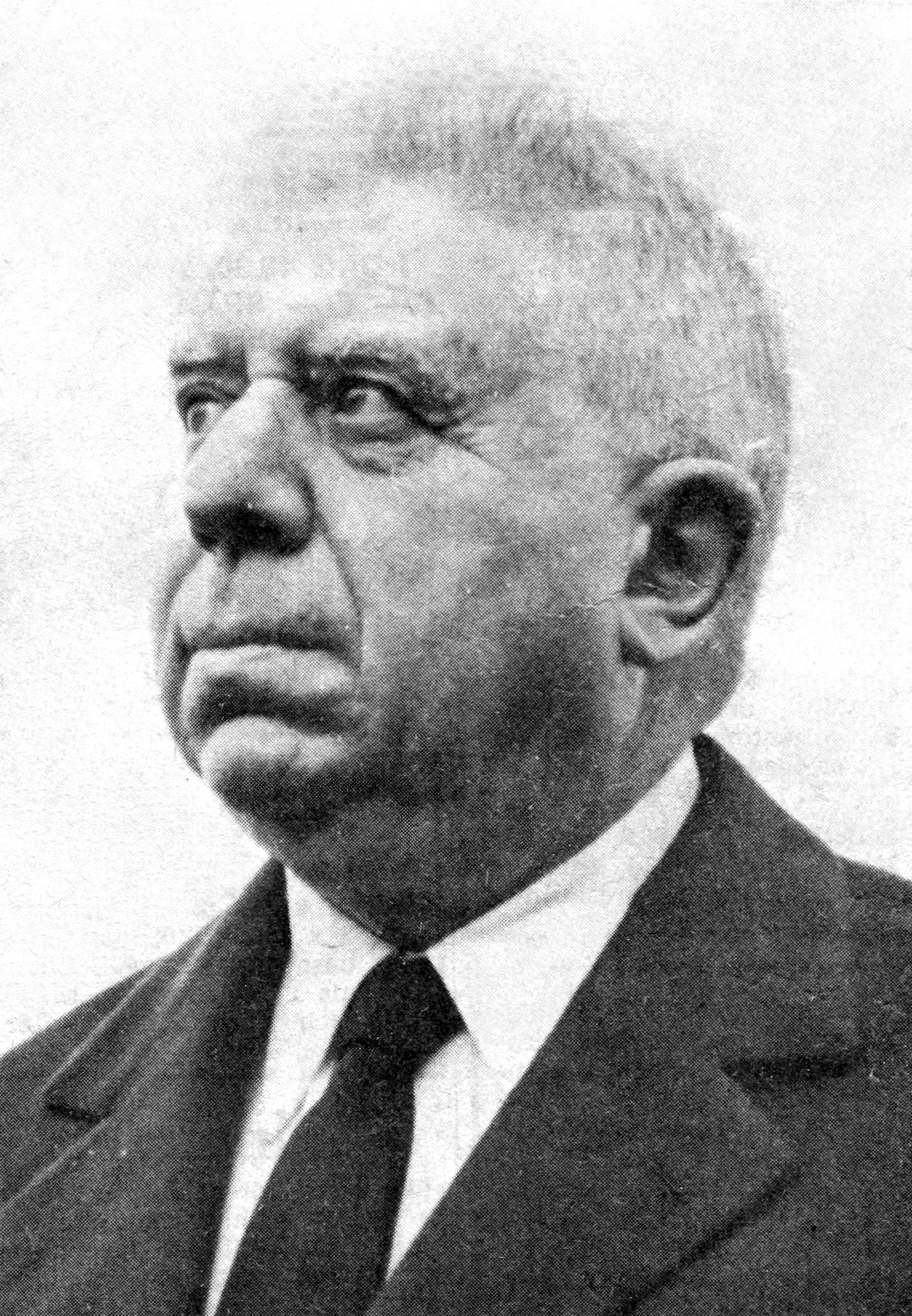
Eugenio Montale.

- 1981: Eugenio Montale, poeta italiano, premio Nobel de Literatura en 1975 (n. 1896).
- 1982: Federico Moreno Torroba, compositor español (n. 1891).
- 1986: Jacques Henri Lartigue, fotógrafo francés (n. 1894).
- 1986: Luisa-María Linares, novelista española (n. 1915).
- 1989: Carmen Tagle, fiscal española (n. 1944).
- 1990: Athene Seyler, actriz británica (n. 1889).

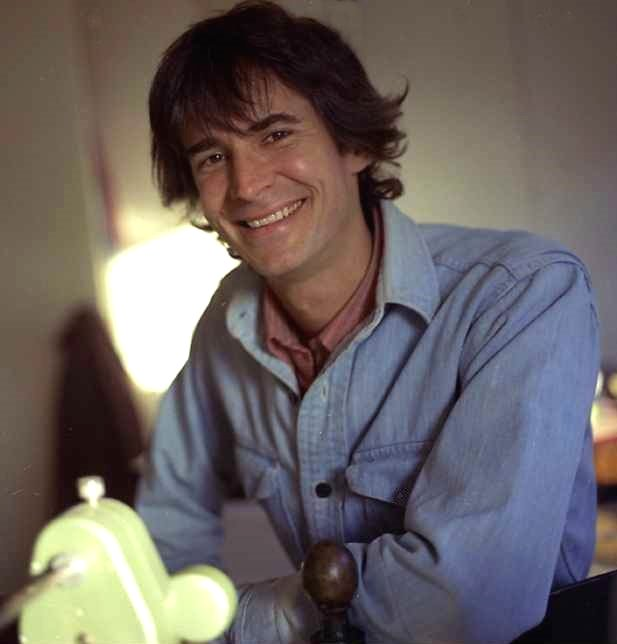
Anthony Perkins.

- 1992: Anthony Perkins, actor estadounidense (n. 1932).

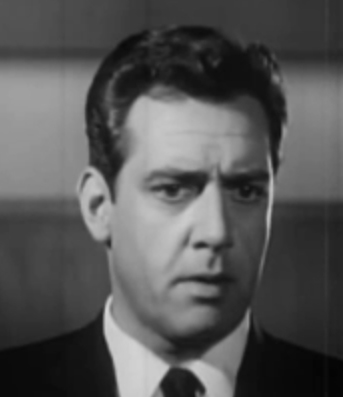
Raymond Burr.

- 1993: Raymond Burr, actor canadiense (n. 1917).
- 1994: Tom Ewell, actor estadounidense (n. 1909).
- 1995: Aristóbulo Deambrossi, fue un futbolista argentino. (n. 1917).
- 1995: Jeremy Brett, actor británico (n. 1933).
- 1996: Ernesto Geisel, militar y político brasileño, 29.º presidente (n. 1907).
- 1997: María Fernanda Zúñiga, futbolista chilena.
- 2000: Stanley Turrentine, saxofonista estadounidense de jazz (n. 1934).
- 2001: Carmen Rico Godoy, periodista española (n. 1939).
- 2003: Johnny Cash, músico estadounidense (n. 1932).
- 2005: Pablo Ramón Ayala, cantante y compositor de cumbia argentino (n. 1967)
- 2007: Bobby Byrd, músico estadounidense (n. 1934).
- 2008: David Foster Wallace, escritor estadounidense (n. 1962).
- 2009: Norman Borlaug, agrónomo estadounidense (n. 1914).
- 2009: Jack Kramer, tenista estadounidense (n. 1921).
- 2009: Willy Ronis, fotógrafo francés (n. 1910).[8]
- 2010: Claude Chabrol, cineasta francés (n. 1930).
- 2010: Judith Merkle Riley, profesora y escritora estadounidense (n. 1942).
- 2011: Alexander Galimov, jugador ruso de hockey sobre hielo (n. 1985).
- 2011: Miguel Ángel Poduje, abogado y empresario chileno (n. 1948).
- 2012: Radoslav Brzobohatý, actor checo (n. 1932).
- 2012: Arkadii Dragomoshchenko, poeta ruso (n. 1946).Akilisi Pōhiva.

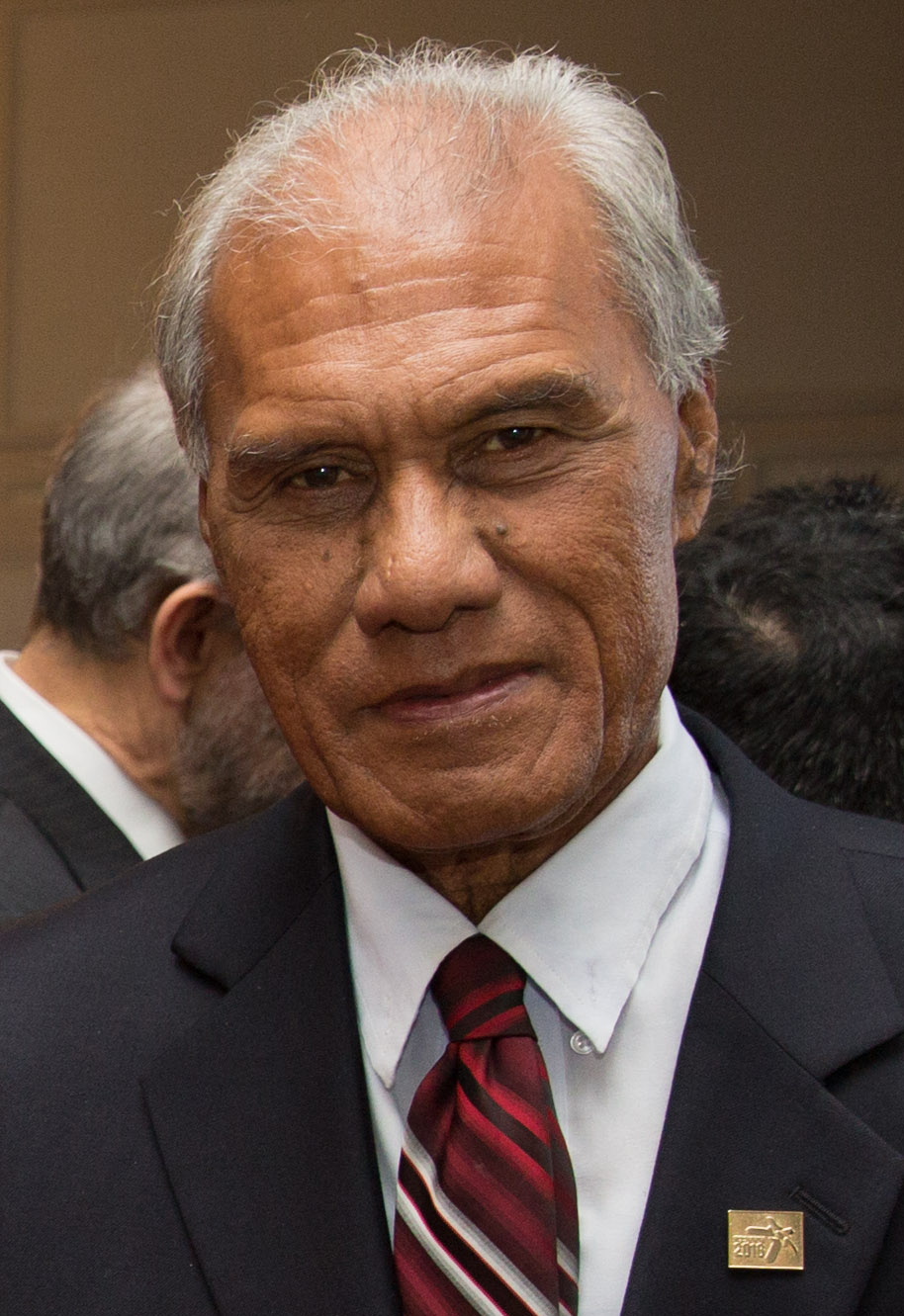
Akilisi Pōhiva.

- 2012: Derek Jameson, periodista británico (n. 1929).
- 2012: Tom Sims, skateboarder estadounidense (n. 1950).
- 2012: Sid Watkins, neocirujano británico (n. 1928).
- 2014:
  - Ian Paisley, pastor protestante, político y escritor norirlandés (n. 1926).
  - Joe Sample, pianista, teclista y compositor estadounidense de jazz y jazz fusión (n. 1939).
- 2017: Alla Tarán, violinista y pedagoga ucraniana expatriada en Cuba (n. 1941).
- 2017: Edith Windsor, activista estadounidense por derechos de LGBT (n. 1929).
- 2018: Omar Gutiérrez, periodista, comunicador, y locutor uruguayo (n. 1948).
- 2019: Akilisi Pōhiva, político y activista, primer ministro de Tonga entre 2014 y 2019 (n. 1941).
- 2020: Johannes Kupreit nacido Kölbl, peluquero alemán, cantante y bailarín (n. 1990).
- 2020: Joaquín Carbonell, cantautor, narrador, poeta y periodista español (n. 1947).
- 2022: PnB Rock (30), rapero, cantante y compositor estadounidense (n. 1991).

## Celebraciones
- Día de las Naciones Unidas para la Cooperación Sur-Sur. Acuerdos establecidos con el fin de contribuir a mejorar y erradicar algunos problemas relacionados con la pobreza, el hambre y las enfermedades en el mundo.
- Día Internacional de Acción contra la Migraña.[9]Patología caracterizada por dolores de cabeza y cefaleas. Es caracterizada por un fuerte dolor pulsante o palpitante en uno de los lados de la cabeza, generalmente acompañado por náuseas y vómitos. Se cataloga a la migraña entre una de las veinte enfermedades más incapacitantes en todo el mundo.
- Día Internacional del Crochet.[10]El tejido a crochet o ganchillo es una técnica artística mediante la cual se utilizan hilos de lana y una aguja de tejer o ganchillo (de plástico, metal o madera), para la elaboración de diversos tejidos.
- Día Internacional del Mindfulness (Relajación). Un tipo de meditación basada en la atención plena que tiene su origen en la tradición budista con más de 2.500 años de antigüedad, pero que, hoy día, se entiende como una habilidad psicológica libre de referencias religiosas.
- Día del Programador. Se celebra el 256.º día de cada año (13 de septiembre durante los años normales y el 12 de septiembre durante los bisiestos).

 Por países
(Por orden alfabético)
- Argentina: 
  - Día de la Industria Naval.[11]En conmemoración de la fecha del decreto firmado en 1961 por el entonces presidente, Arturo Frondizi, que da impulso a un plan de renovación de la flota de buques mercantes.
    -  Misiones: 
      - Aniversario de la Batalla de Candelaria (hace ya 209 años, 11 meses y 6 días).[12]El 12 de septiembre de 1815, las tropas de Andresito Guacurarí recuperaban parte del territorio "perdido" por Manuel Belgrano cuatro años antes. Tras más de tres horas de combates, las fuerzas paraguayas decidieron abandonar Candelaria y cruzar a la banda opuesta del río Paraná. Guacurarí entró triunfal en Candelaria y a partir de ese momento se convertirá en el caudillo y conductor del pueblo guaraní misionero.

- Cabo Verde:
  - Día Nacional.

- Estados Unidos:
  - Día de los Defensores (Maryland).
(en inglés: Defenders Day (Maryland)).
  - Día del Gimnasio.
  - Día Nacional del Batido de Chocolate.
  - Día Nacional de los Videojuegos.
  - Día Nacional de la Mujer Policía.

- México:
  - Día del Historiador. Se conmemora desde 1919, año en el que se fundó la Academia Mexicana de la Historia.[13]
  - Día Nacional de las Mujeres con Discapacidad. En conmemoración del natalicio de Gabriela Brimmer.[14]

- Rusia:
  - Día de la Concepción.
  - Día de los Programadores. Es un día festivo profesional oficial en la Federación Rusa. Se celebra el 256.º día de cada año (13 de septiembre durante los años normales y el 12 de septiembre durante los bisiestos).

### Santoral católico
- Dulce Nombre de la Virgen María.
- Santa María del Alcor.

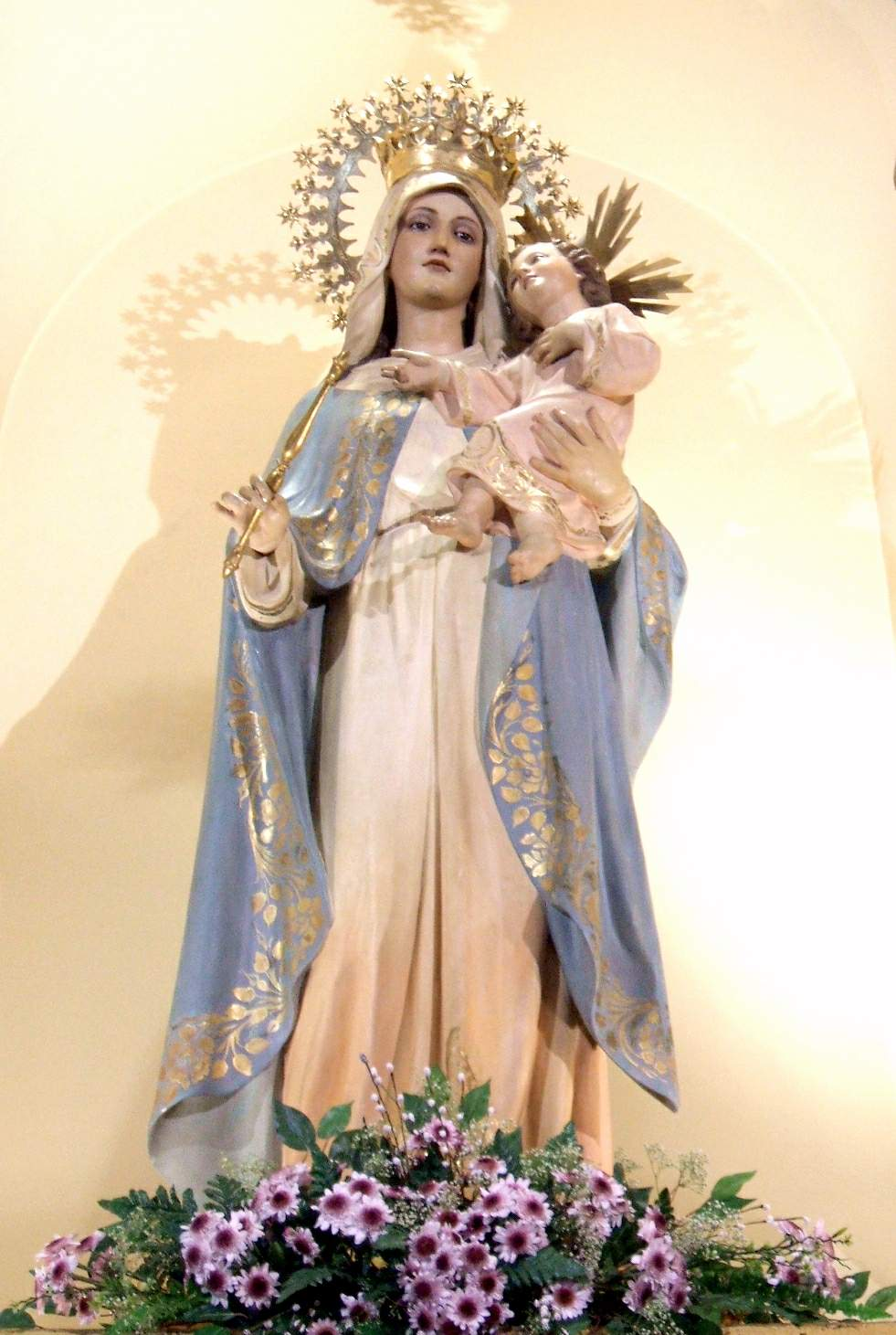
El 12 de septiembre la Iglesia celebra el Santísimo Nombre de María

- San Autónomo de Bitinia, obispo y mártir (s. III).
- Santos Crónidas, Leoncio y Serapión de Alejandría, mártires (s. III).
- San Albeo de Emly, obispo, peregrino y predicador (528).
- San Guido de Anderlecht (1012).
- San Poncio de Roda, monje y obispo (1104).
- Beatos Apolinar Franco, Tomás Zumárraga y cuatro compañeros, presbíteros y mártires (1622).
- Beato Pedro Sulpicio Cristóbal Faverge, mártir (1794).
- San Francisco Ch‘oe Kyong-hwam, mártir (1839).